# Галерея сучасного мистецтва (Вагнер)
Галерея сучасного мистецтва, проєктна назва — Галерея творів мистецтва нашого часу (нім. Galerie für Werke der Kunst unserer Zeit) — нереалізований проєкт 1900 року галереї творів мистецтва австрійського архітектора Отто Вагнера (1841—1918) у Відні. Будівля повинна була розташовуватися по вул. Штубенрінг (Відень І).

## Історія

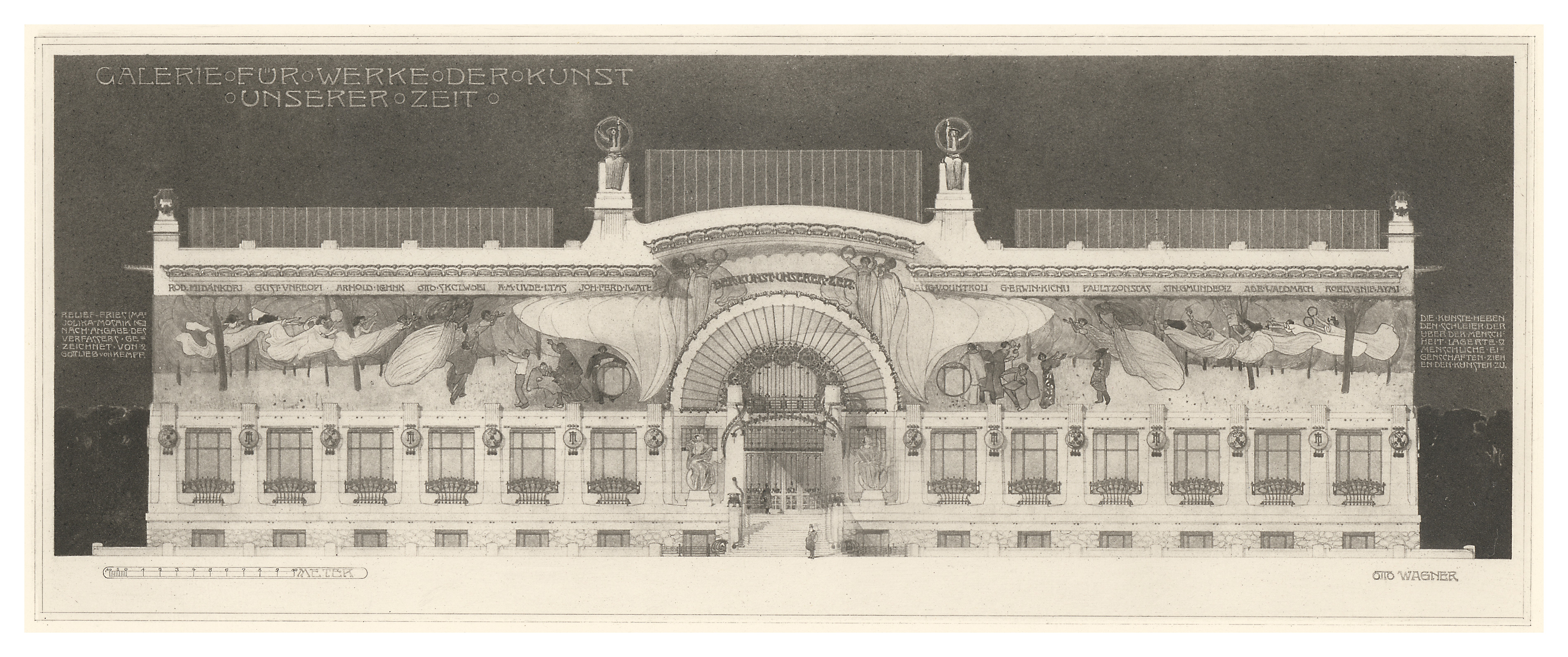
Отто Вагнер, проєкт «Галерея творів мистецтва нашого часу», фронтальний вигляд фасаду. 1900

Віденський Сецесіон був створений за зразком Мюнхенської асоціації художників у 1897 році. Будинок Сецесіону був спроєктований та збудований учнем Вагнера Йозефом Марією Ольбріхом (1867—1908) у 1897 році. У травні 1900 року, на основі рішення ради з питань мистецтва, міністр просвіти публічно заявив, що необхідно побудувати «галерею сучасного мистецтва», «в якій столиця Габсбургів — Відень — буде демонструвати свою участь в останніх досягненнях мистецтва; пам'ятник активного художнього життя, яке почало пульсувати у всіх куточках країни».
За пропозицією Карла Молля (1861—1945), Вагнеру, який став членом «Сецесіона» у 1899 року, замовили розробку проєкту галереї творів мистецтва. У лютому 1900 року архітектор представив свій перший проєкт. Наступний перероблений проєкт був готовий вже у вересні цього ж року. Проте будівля спроєктована Вагнером так і не була реалізована. У своєму коментарі Вагнер стверджував, що галерея не повинна бути «складом живописних полотен, що відображають сучасні напрямки». Скоріше, вона повинна створювати «ясну картину художньої творчості наступного століття». Вагнер мав на увазі галерею, яка відповідала б художнім напрямкам не лише засобам своєї колекції, але і засобам власної демонстраційної програми.

## Опис

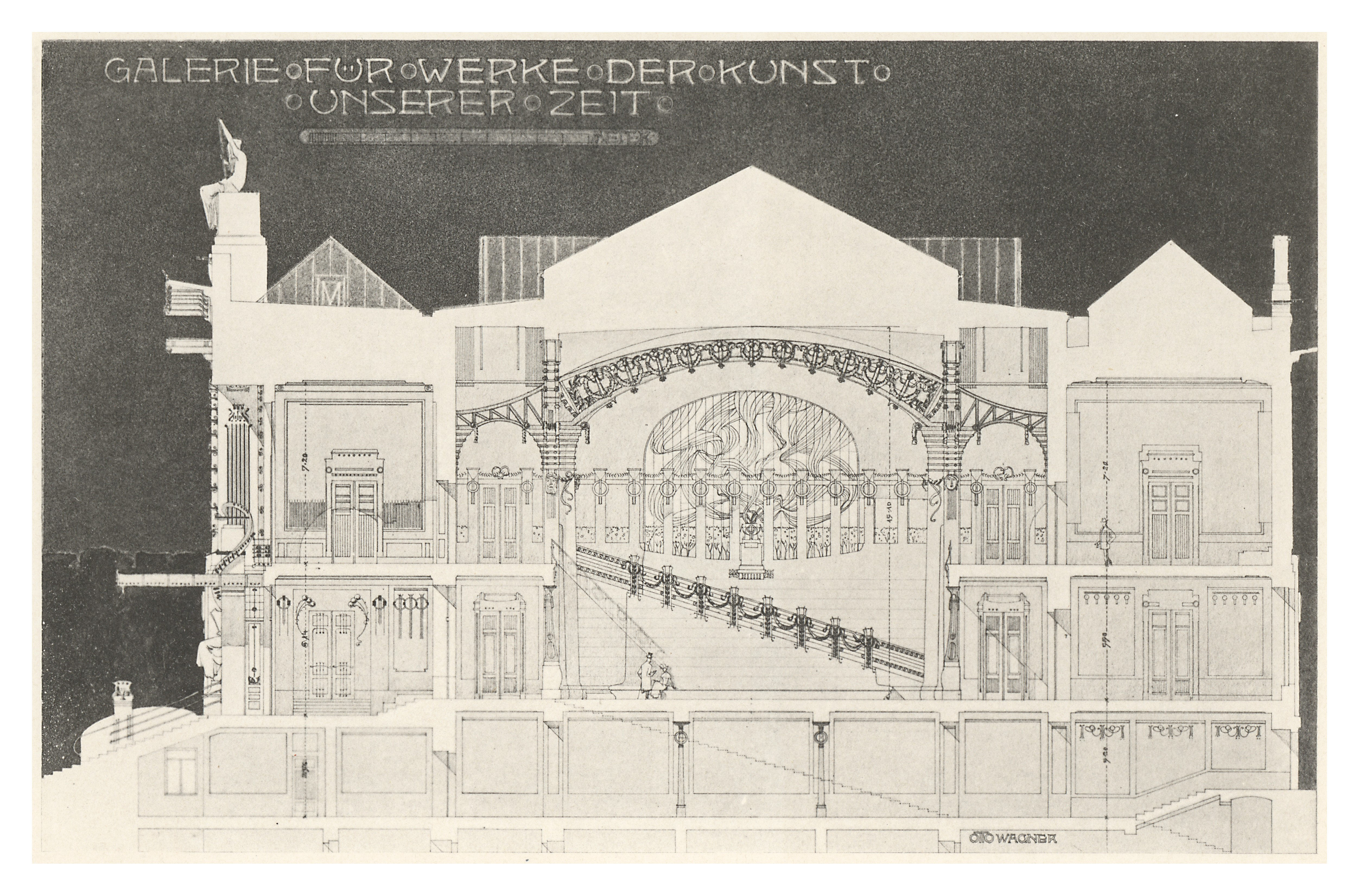
Поперечний розріз. 1900

У відповідності з цим концептуальним викликом Вагнер розробив просто архітектурну концепцію: він зосередив свою увагу лише на розробці зовнішнього вигляду будівлі, тоді як внутрішній простір, потрібно було розробляти окремими групами відповідно до експозиції епохи. Проєкт привертає увагу тим, що виступає у ролі великого полотна: на 15 осьовому головному фасаді по всій довжині було запропоновано розмістити живописну композицію у стилі модерн.
У зв'язку із цим проєкт Вагнера трактується у дусі «декорованого сараю» Роберта Вентурі (нар. 1925): функціональна будівля, прикрашена ззовні, підкреслює протистояння внутрішнього і зовнішнього таким чином, що стіна, як сполучна ланка стає важливим архітектурним явищем. Вагнер дав так описав свій проєкт: «Нижні поверхи освітлюються завдяки великим вікнам, верхні — через вікна на даху». В результаті фасад у верхній своїй частині виявився вільним для творчості. Величний вхід із виступаючим навісом з алюмінію та рифленої міді веде крізь вестибюль до головного приміщення заввишки у два поверхи. Зал фланкований двома сходами; його стелю облямовує конструкція зі скла та металу. Приміщення вказує на захоплення Вагнером подібною паризькою архітектурою, яка активно застосовувала обидва ці матеріали та прославилася грандіозними універмагами і новими станціями метро.